# Damophilos (Maler)
Damophilos (altgriechisch Δαμόφιλος, lateinisch Damophilus) war ein antiker griechischer Maler und Koroplast (Tonbildner), tätig Anfang des 5. Jahrhunderts v. Chr.
Damophilos stammte wahrscheinlich aus Großgriechenland und war in Rom tätig. Gemeinsam mit seinem Kollegen Gorgasos war er bei der Ausschmückung des 493 v. Chr. geweihten, zwischen Circus Maximus und Aventin gelegenen Ceres-Tempels tätig. Damophilos war dabei für die Ausstattung der rechten Tempelseite zuständig. Bei der Arbeit wurden ältere etruskische Schmuckreliefs zunächst abgenommen, in Rahmen gefasst und wiederverwertet. Damophilos und Gorgasos arbeiteten indes im griechischen Stil. Hierbei schufen sie Giebelfiguren (Akroterion) aus Terrakotta und gemalte Wandbilder. Die Signatur der Werke erfolgte in Form von Künstlerepigrammen. Bei späteren Renovierungen wurden die Werke dennoch aufbewahrt. Heute ist davon nichts überliefert, zumindest nicht zuordenbar.
Eine Gleichsetzung mit dem in der zweiten Hälfte des 5. Jahrhunderts aktiven Demophilos von Himera, der als Lehrer des Zeuxis von Herakleia gilt, ist nicht belegbar.